# الإدارات الحكومية غير الوزارية
في حكومة المملكة المتحدة، تشمل الإدارات غير الوزارية بشكل عام الأمور التي تُصنف الرقابة السياسية المباشرة عليها بأنها غير ضرورية أو غير مناسبة. يترأس هذه الإدارات كبار الموظفين المدنيين. تؤدي بعضها وظيفة تنظيمية أو تفتيشية، وبالتالي فإن مناصبها تهدف إلى حمايتهم من التدخل السياسي. ويرأس بعضها رئيس منصب دائم، مثل الأمين الدائم أو الأمين الدائم الثاني
يختلف وضع الإدارات الحكومية غير الوزارية (NMGD) اختلافًا كبيرًا من إدارة إلى أخرى. على سبيل المثال:
- يعمل كبار الموظفين في إدارة الإيرادات والجمارك الملكية بالمملكة المتحدة عن كثب مع الوزراء وتوضع سياساتهم الرئيسية سنويًا في قانون المالية. وعلى الرغم من ذلك، لا يمكن للوزراء أو البرلمان التدخل في القرارات الضريبية اليومية.
- يوجد عدد من الإدارات الحكومية غير الوزارية التي تعتبر هيئات مستقلة بشكل كبير؛ على سبيل المثال الهيئة الخيرية ومكتب معايير التعليم وخدمات الأطفال والمهارات (أوفستيد) والهيئات التنظيمية الاقتصادية مثل مكتب التجارة العادلة أو هيئة الخدمات البريدية. وهذه الهيئات هي «نتاج النظام الأساسي»:- فهي تنفذ التشريعات التي لا تمتلك القدرة على تغييرها. ويتم ضمان استقلالها السياسي شريطة أن تمتلك الوضع القانوني للإدارات الحكومية، ولكنها تخضع فقط لمساءلة البرلمان والمحاكم. عادة ما تضع ميزانياتها وزارة المالية وليست الدوائر التي أسستها، وغالبًا ما تُمول من رسوم التراخيص التي تسددها الصناعات والتي تنظمها هذه الإدارات.
- وكالة المعايير الغذائية هي إدارة حكومية غير وزارية تم إنشاؤها عن طريق دمج قطاعين كبيرين من الإدارات الصحية وما كان يعرف آنذاك باسم وزارة الزراعة ومصايد الأسماك والأغذية. وكان الهدف منها هو طمأنة الجمهور (بعد أزمة جنون البقر / مرض كروتزفيلد جاكوب) بأن القرارات المتعلقة بسلامة الأغذية في المستقبل سوف تتخذها هيئة مستقلة بعيدًا عن السيطرة السياسية. ولأن وكالة المعايير الغذائية تم تأسيسها بهدف إبعاد السياسة عن سلامة الأغذية، فهي لا تسعى للحصول على موافقة وزارية على الإجراءات التي تقوم بها، حتى عند التفاوض على التشريعات الأوروبية والموافقة عليها نيابة عن المملكة المتحدة.

يحتفظ مكتب رئاسة الوزراء بقائمة بالإدارات الحكومية غير الوزارية على الموقع الإلكتروني GOV.UK.